# Municipio de Oxford (condado de Sumner)
El municipio de Oxford (en inglés: Oxford Township) es un municipio ubicado en el condado de Sumner en el estado estadounidense de Kansas. En el año 2010 tenía una población de 1271 habitantes y una densidad poblacional de 12,74 personas por km².

## Geografía
El municipio de Oxford se encuentra ubicado en las coordenadas 37°15′52″N 97°11′43″O / 37.26444, -97.19528. Según la Oficina del Censo de los Estados Unidos, el municipio tiene una superficie total de 99.75 km², de la cual 98,61 km² corresponden a tierra firme y (1,14 %) 1,14 km² es agua.

## Demografía
Según el censo de 2010, había 1271 personas residiendo en el municipio de Oxford. La densidad de población era de 12,74 hab./km². De los 1271 habitantes, el municipio de Oxford estaba compuesto por el 95,12 % blancos, el 0,79 % eran afroamericanos, el 1,02 % eran amerindios, el 0,31 % eran asiáticos, el 0,55 % eran de otras razas y el 2,2 % eran de una mezcla de razas. Del total de la población el 2,2 % eran hispanos o latinos de cualquier raza.